# Diritti LGBT in Kirghizistan
Sebbene in Kirghizistan le persone LGBT non siano perseguitate ai sensi delle leggi vigenti, esse non godono di alcun diritto destinato alle coppie eterosessuali.
Le persone LGBT sono spesso oggetto di pregiudizi e discriminazioni nel paese. L'omofobia è diffusa in Kirghizistan ed è spesso accompagnata dalla violenza. Sebbene il Kirghizistan sia meno ostile dei suoi vicini, è stato descritto come un ambiente sempre più ostile verso i diritti LGBT.

## Codice penale
Prima del 1998, l'omosessualità era illegale in Kirghizistan. Le persone LGBT erano passibili di due anni di carcere se colte in flagranza di reato. Dal 1998, gli atti sessuali consensuali tra persone dello stesso sesso sono legali in Kirghizistan:
- Nell'ottobre 1997, un nuovo articolo del Codice penale è stato promulgato dal presidente del Kirghizistan, che "ha depenalizzato le relazioni omosessuali tra uomini adulti consenzienti".[4]
- Il nuovo codice penale del Kirghizistan è entrato in vigore il 1º gennaio 1998 e l'omosessualità non è più considerata un "reato".[4]

## Matrimonio omosessuale
Nel paese il matrimonio egualitario è incostituzionale dal 2016.

## Espressione e identità di genere
Le persone transessuali possono cambiare sesso legalmente in Kirghizistan, ma devono sottoporsi a un intervento chirurgico di riassegnazione del sesso. Il primo di questi interventi chirurgici è stato eseguito a Biškek nel gennaio 2014.
L'assistenza sanitaria delle persone transessuali e di genere non conforme è regolata da un manuale, realizzato tra Ministero dell'Istruzione, attivisti transessuali e ONG, che è stato approvato nel 2017.
(Istruzione sulle regole di registrazione degli atti di stato civile approvate dall'Ordine del Servizio di registrazione statale del governo del Kirghizistan del 21 luglio 2011)

## Condizioni di vita
La società kirghisa è socialmente conservatrice. L'omosessualità tende ad essere considerata immorale o patologica. Di conseguenza, le persone LGBT sentono il bisogno di rimanere discrete e di mantenere segreto il proprio orientamento sessuale. Un sondaggio condotto nel 2017 da Kyrgyz Indigo, un gruppo di difesa LGBT locale, ha rivelato che l'84% della comunità LGBT del paese aveva subito violenza fisica e il 35% violenza sessuale.
Nei primi anni 2000, l'ignoranza sui diritti LGBT ha creato un'atmosfera tendenzialmente "liberale" e un rifugio sicuro per la comunità, soprattutto nella capitale, Biškek. Tuttavia, nel 2014, il governo kirghiso ha varato una serie di riforme di propaganda omofobica, che hanno portato la comunità LGBT a diventare il centro dell'attenzione, con un aumento di quasi il 300% degli attacchi contro di essa.
L'unico bar gay di Bishkek, il London, ha dovuto chiudere nel 2017.
Secondo alcuni rapporti del 2018, i funzionari di polizia hanno ricattato diverse persone LGBT sui social media e sui siti di incontri, estorcendo denaro alle vittime.

### Attivismo
Esistono diversi gruppi LGBT in Kirghizistan, tra cui Kyrgyz Indigo (Киргыз Индиго) e Labrys (Лабрис), fondato nel 2004. Lo staff di Labrys fornisce anche formazione a medici e psichiatri sull'orientamento sessuale e l'identità LGBT.
L'8 marzo 2019 si è svolta a Biškek una marcia pacifica di circa 400 persone. Nonostante la marcia avesse lo scopo di commemorare la Giornata internazionale della donna, ha mostrato una forte propensione verso le tematiche LGBT, che i media hanno poi definito "la prima marcia del 'gay pride' del Kirghizistan". Gli attivisti LGBT hanno descritto l'evento come "un punto di svolta".
Tuttavia, l'evento ha sollevato forti polemiche, soprattutto da parte dei membri del Parlamento, che hanno anche minacciato di morte i partecipanti.

### Libertà di espressione
Nel 2014 è stato presentato in Parlamento un disegno di legge per vietare la "propaganda omosessuale", similmente alla legge russa sulla propaganda gay. Tale legge criminalizzerebbe le argomentazioni favorevoli a "un atteggiamento positivo nei confronti dei rapporti sessuali non tradizionali, utilizzando i media o le reti di informazione e telecomunicazioni". Il 15 ottobre, il disegno di legge è passato in prima lettura, con 79 favorevoli e 7 contrari. Una votazione finale sul disegno di legge avrebbe dovuto aver luogo nel 2016, ma, per via dell'opposizione internazionale, non è stata approvata.

## Tabella riassuntiva
| Attività omosessuale legale                                                                                        | (dal 1998)                      |
| Parità nell'età del consenso sessuale                                                                              | (dal 1998)                      |
| Leggi anti discriminatorie nel posto di lavoro                                                                     | No                              |
| Leggi anti discriminatorie nella fornitura di beni e servizi                                                       | No                              |
| Leggi anti discriminatorie in tutti gli altri settori (inclusa la discriminazione indiretta ed espressioni d'odio) | No                              |
| Matrimonio omosessuale                                                                                             | (incostituzionale dal 2016)     |
| Riconoscimento delle coppie formate da persone dello stesso sesso                                                  | No                              |
| Possibilità di adozione da parte di coppie dello stesso sesso                                                      | No                              |
| Permesso di servire apertamente come gay e lesbiche nelle forze armate                                             |                                 |
| Diritto di cambiare genere legalmente                                                                              | (tramite intervento chirurgico) |
| Accesso alla fecondazione in vitro per le lesbiche                                                                 | No                              |
| Maternità surrogata commerciale per le coppie gay                                                                  | No                              |
| Permesso di donare il sangue                                                                                       | Yes                             |